# Bâtiment de la maison des enseignants de Čačak
Le bâtiment de la maison des enseignants de Čačak (en serbe cyrillique : Зграда Учитељског дома у Чачку ; en serbe latin : Zgrada Učiteljskog doma u Čačku) se trouve à Čačak et dans le district de Moravica, en Serbie. Elle est inscrite sur la liste des monuments culturels protégés de la république de Serbie (identifiant no SK 1499),,,.

## Présentation
Le bâtiment, situé 8 rue Učiteljska, a été construit en 1929-1930, selon un projet de l'architecte Mirko Mladenović pour abriter l'internat des enfants des enseignants étudiant à Čačak ; il a été édifié grâce à une dotation de l'Association des enseignants.
D'allure massive, il est constitué d'un haut rez-de-chaussée et d'un étage ; son toit, de structure complexe, est recouvert de tuiles. Au rez-de-chaussée, il est doté d'un porche voûté au-dessus duquel se trouve un balcon avec une clôture en briques pleine. La décoration de la façade est très limitée, ce qui souligne sa nature fonctionnelle.
Ces caractéristiques marquent une architecture de transition entre l'éclectisme académique des années 1930 et le modernisme.